# H.P. Ingerslev
Hans Peter Ingerslev (3. maj 1831 på Marselisborg i Aarhus – 20. april 1896 i København) var en dansk politiker og minister.
Født i Aarhus som søn af godsejer Caspar Peter Rothe Ingerslev. Student fra Latinskolen i Aarhus i 1849.
Dansk godsejer til Marselisborg herregård. Medlem af Folketinget for partiet Højre 1873 – 1876 og 1879 – 1884. Medlem af Landstinget 1884 – 1896.
Som indenrigsminister gennemførte H.P. Ingerslev love om fattigvæsen, alderdomsunderstøttelse og sygekasser. Var endvidere med til anlæggelse af Københavns Frihavn.
Ingerslevs Boulevard i Aarhus, der blev anlagt i 1903, er opkaldt efter H.P. Ingerslev. Det samme gælder Ingerslevsgade på Vesterbro i København.
1890 blev han Storkorsridder af Dannebrogordenen.
- Indenrigsminister i Ministeriet Estrup i perioden 7. august 1885 til 15. januar 1894
- Minister for offentlige arbejder i Ministeriet Estrup i perioden 15. januar 1894 til 7. august 1894
- Minister for offentlige arbejder i Ministeriet Reedtz-Thott i perioden 7. august 1894 til 20. april 1896.